# ولسوالی کجران
کجران یکی از ولسوالی‌های ولایت دایکندی در مرکز جغرافیایی افغانستان است که قبلاً به دو بخش کجران خاص-کجران مرکزی-(کجران فعلی) و کجران عام (کیتی فعلی) تقسیم می‌شد؛ که کجران عام از کجران خاص جداشده و خود یک ولسوالی مستقل با نام کیتی تشکیل داد. کجران فعلی همان کجران مرکزی یا کجران خاص سابق می‌باشد.

## مردم
جمعیت کجران در سال ۲۰۰۴ (میلادی) تقریباً ۲۶٬۲۵۹ نفر اعلام شده‌است و از قوم بلوچ هستند و تعداد زیادی از مردم کجران سال‌های گذشته به ترکستان، مزار شریف و شولگره مهاجرت کردند که تعدادشان از مردم ساکن کجران هم بیشتر شده‌است. تعداد زیادی از مردم کجران هم به ایران مهاجرت کردند که در تهران، کرج، قم و سمنان ساکن هستند و تراکم اصلی آنها در شهرستان پاکدشت (مامازند) و ورامین از توابع تهران است.

## حدود اربعه
ولسوالی کجران در قسمت غرب نیلی قرار گرفته از لحاظ موقعیت جغرافیای حاصل خیزترین مناطق افغانستان به‌شمار می اَید.
این ولسوالی از قسمت غربی متصل است به ولسوالی باغران، ارزگان و چار چینه. از سمت جنوب متصل است به ولسوالی ارزگان ولسوالی چار چینه.
از قسمت شرقی متصل است با مرز ولسوالی گیزاب ولایت ارز گان. از طرف شمال متصل است به ولسوالی باغران ولایت هلمند و ولسوالی کیتی.

### کشاورزی
ولسوالی کجران به نسبت آب و هوایی مناسب و خاک مطلوب، دارای درختان مثمر از قبیل انگور، انار، سیب، توت، انجیر، شفتالو، نارنج، مالته، گیلاس، زرد اَلو، چکه، آلبالو می‌باشد.
پیداوار این ولسوالی بیشتر: شالی، گندم، زیره، جواری، لوبیا، ماش سیاه، ماش سبز، کنجید، باقلی، خربزه، هندوان و انواع سبزیجات می‌باشد، در ولسوالی کجران از چهار فصل سال در سه فصل آن کشت و زراعت می‌شود.

### معادن
در کوه‌های ولسوالی کجران معدن زمرد، سرب و لعل پیازی موجود است. رود کجران که دارای آب سرشار و فراوان می‌باشد قریه‌هایی که برای مزرعه از اَن استفاده می‌کند قرار ذیل است:
قریه جوی غلامان، جوی ولی عصر، برگیر، هفتاد نفر، خمی توت، رشک، سنگ شهرک، لنده بیدک، کورک، بیدک، شگاتک، کرک توغی، دهن خجو، پانه جوی، باغبان، قاسم اَباد، سرخ سرک، لختوغی، ناسو، زرد گلان، کندوها و غیره که در اطراف مسیر این رودخانه قرار داشته، و این رود در رشد اقتصادی مردم تأثیر بسزای دارد.
رود مذکور بسیار آب فراوان دارد اما به دلیل نبود امکانات و ضعف اقتصادی مردم به‌طور درست از آن استفاده صورت نمی‌گیرد.

## آثار تاریخی
در ولسوالی کجران سه زیارت تاریخی است بنام‌های زیارت ماهیگان، شاه الماس و زیارت کاینات که مردم همیشه به خاطر زیارت به آن جا می‌رود.
دو برج کهنه و تاریخی نیز در ولسوالی کجران وجود دارد که یکی شان در ناوی رود کجران منطقه لختوغی و یکی در مرکز ولسوالی کجران می‌باشد.

## امنیت
در طول سالهای انقلاب و سالها از عمر دولت جدید می‌گذرد و کجران همچنان مورد حملات و تهاجم گروه طالبان قرار دارد ولی همیشه مردم ولسوالی کجران توانسته که دشمن را از پای درآورد و شکست دهند، در مقابل دشمن مقاوم بوده و از خود دفاع نمودند و شهدای فراوانی تقدیم کردند.